# Children of Dune (Brian Tyler)
Children Of Dune (Original Television Soundtrack) is de originele soundtrack van de Sci-Fi Channel miniserie Children of Dune uit 2003, gebaseerd op de romans Duin Messias en Kinderen van Duin van Frank Herbert. De muziek is gecomponeerd door Brian Tyler en uitgebracht in 2003 door Varèse Sarabande.
De partituur van Tyler werd uitgevoerd door het Praags Filharmonisch Orkest onder leiding van Adam Klemens. Het nummer "Summon the Worm" werd een jaar later ook gebruikt bij de realityserie Peking Express als openingstune.

## Tracklijst
| Nr. | Titel                       | Duur |
| --- | --------------------------- | ---- |
| 1.  | Summon the Worm             | 3:49 |
| 2.  | Dune Messiah                | 2:40 |
| 3.  | Main Title (House Atreides) | 1:36 |
| 4.  | The Revolution              | 2:01 |
| 5.  | Fear is the Mind Killer     | 2:44 |
| 6.  | The Arrival of Lady Jessica | 3:08 |
| 7.  | Leto Atreides II            | 2:45 |
| 8.  | Inama Nushif (Montage)      | 3:51 |
| 9.  | War Begins                  | 1:08 |
| 10. | Battle of Naraj             | 3:15 |
| 11. | Rya Wolves                  | 1:33 |
| 12. | I Have Only Now             | 3:12 |
| 13. | The Impossible Wager        | 3:00 |
| 14. | Face Dancer                 | 1:02 |
| 15. | The Throne Of Alia          | 1:20 |
| 16. | Trap The Worm               | 3:03 |
| 17. | Salusas Secundus            | 1:04 |
| 18. | The Jihad                   | 2:02 |
| 19. | The Ring Of Paul            | 3:50 |
| 20. | Exiles                      | 1:28 |
| 21. | Sins Of The Mother          | 1:24 |
| 22. | Irulan Is Regret            | 1:11 |
| 23. | My Skin Is Not My Own       | 0:23 |
| 24. | Reunited                    | 2:28 |
| 25. | The Golden Path             | 2:09 |
| 26. | Child Emperor               | 1:18 |
| 27. | Sign Of The Bene Gesserit   | 2:08 |
| 28. | The Preacher At Arrakeen    | 2:32 |
| 29. | The Dessert Journey         | 1:35 |
| 30. | The Ghola Duncan            | 1:37 |
| 31. | Leto And Ghanima            | 1:16 |
| 32. | The Fremen Qizarate         | 1:42 |
| 33. | Farewell                    | 3:25 |
| 34. | Children Of Dune            | 1:16 |
| 35. | Horizon                     | 1:35 |
| 36. | End Title                   | 1:31 |